# Нилов, Ярослав Евгеньевич
Яросла́в Евге́ньевич Ни́лов (род. 20 марта 1982, Кишинёв, СССР) — российский политический деятель. Председатель комитета Государственной Думы Федерального собрания Российской Федерации по труду, социальной политике и делам ветеранов с 5 октября 2016 года. Бывший член фракции и партии ЛДПР.
Депутат Государственной думы V, VI, VII и VIII созывов, экс-заместитель руководителя фракции ЛДПР.
Действительный Государственный Советник Российской Федерации 3 класса.
Из-за вторжения России на Украину, находится под международными санкциями Евросоюза, США, Великобритании и ряда других стран.

## Биография
Родился 20 марта 1982 года в городе Кишинёве Молдавской ССР. Учился в школе № 19 в Тольятти.
В школе Люберецкого района Московской области участвовал в организации политического клуба и в 1997 году по его приглашению в школу на одно из его заседаний приехал лидер ЛДПР Владимир Жириновский.
Вступил в ЛДПР в 1997 году, после чего создал молодёжную организацию ЛДПР в городе Люберцы Московской области.
В 1998—2003 годах был помощником Жириновского на общественных началах, занимался общественной работой, создал молодёжную общественную организацию «Центр поддержки молодёжных инициатив».
В октябре 2003 года 21-летний Ярослав Нилов был выдвинут в составе списка ЛДПР на выборах в Госдуму 4 созыва (№ 17 в Центральной региональной группе). ЛДПР получила 36 мест, но Нилов мандат не получил. В 2003—2007 годах был помощником Владимира Жириновского, который в этот период занимал пост заместителя председателя Государственной думы 4 созыва.
В 2005 году с отличием окончил Московский энергетический институт (технический университет) по специальности «вычислительные машины, комплексы, системы и сети».
В сентябре 2007 года Нилов был выдвинут в составе списка ЛДПР на выборах в Госдуму 5 созыва. Выборы проходили по пропорциональной избирательной системе. В федеральной части списка были Жириновский — Луговой — Лебедев, Нилов же был первым в региональная группа № 39 (Липецкая область). В период выборов занимал должность помощника заместителя председателя Госдумы. На состоявшихся 4 декабря 2011 года выборах ЛДПР получила 8,14 % голосов и 40 мандатов. Однако Нилову мандат не достался.
С конца 2007 года по июль 2011 года — руководитель секретариата заместителя председателя Государственной думы В. В. Жириновского

### Государственная дума
V созыв (2007—2011)
7 июля 2011 года депутат Госдумы Михаил Питкевич, избранный по списку ЛДПР, отказался от мандата, чтобы в декабре принять участие в думских выборах, но уже по списку «Единой России». 14 июля 2011 года ЦИК передал вакантный мандат, ранее принадлежавший Михаилу Питкевичу, Нилову. При этом срок полномочий созыва заканчивался в декабре 2011 года. В Госдуме был заместителем председателя Комитета ГД по промышленности (председатель С. В. Собко, КПРФ).
С 2007 года включён в Федеральный резерв управленческих кадров.
VI созыв (2011—2016)
В сентябре 2011 года 29-летний Ярослав Нилов был выдвинут в составе списка ЛДПР на выборах в Госдуму VI созыва. Выборы проходили по пропорциональной избирательной системе. Входил в федеральную часть списка, в которой на этих выборах могло быть до 10 кандидатов. Был четвёртым после Жириновского, Островского и Лебедева. По итогам состоявшихся 4 декабря 2011 года выборов получил мандат.
В Госдуме был заместителем руководителя фракции ЛДПР. С января по май 2012 года был первым заместителем председателя комитета Госдумы по региональной политике и проблемам Севера и Дальнего Востока.
16 мая 2012 года получил должность председателя комитета Госдумы по делам общественных объединений и религиозных организаций, сменив Алексея Островского (ЛДПР).
В 2014 году прошёл профессиональную переподготовку в Российской академии народного хозяйства и государственной службы при Президенте Российской Федерации в рамках подготовки высшего уровня резерва управленческих кадров.
В марте 2016 года Владимир Жириновский назвал Нилова одним из своих возможных преемников.
VII созыв (2016—2021)
В июне 2016 года Нилов был выдвинут в составе списка ЛДПР на выборах в Госдуму VII созыва. Выборы проходили по смешанной избирательной системе. Входил в федеральную часть списка ЛДПР, в которой было 10 кандидатов. Шёл четвёртым после Жириновского, Лебедева, Слуцкого. По итогам состоявшихся 18 сентября 2016 года выборов получил мандат.
5 октября 2016 года на первом заседании Госдумы VII созыва избран председателем комитета по труду, социальной политике и делам ветеранов.
VIII созыв (2021—2026)
В июне 2021 года Нилов был выдвинут в составе списка ЛДПР на выборах в Госдуму VIII созыва. Выборы проходили по смешанной избирательной системе. Входил в федеральную часть списка ЛДПР, в которой было 15 кандидатов. Шёл четвёртым после Жириновского, Слуцкого, Каргинова. По итогам состоявшихся 17—19 сентября 2021 года выборов получил мандат.
С 7 октября 2021 года — заместитель руководителя фракции ЛДПР Владимира Жириновского. Член фракции ЛДПР. 12 октября 2021 года избран председателем комитета Госдумы по труду, социальной политике и делам ветеранов.
25 июня 2025 года был исключён из рядов ЛДПР.

## Законодательная деятельность
Нилов — один из самых полезных депутатов в соответствии с интегральным рейтингом депутатов Государственной Думы. По итогам 2024 года занял 4 место среди всех коллег-депутатов и 1 место среди коллег по фракции; по итогам первого квартала 2025 году — занял 3 место среди всех депутатов и 1 место во фракции. Для расчета итоговой позиции используются несколько критериев: индекс народного голосования (возможности депутата мобилизовать сторонников), активность депутата в Госдуме (законотворческая активность), медийность (количество упоминаний о депутате в СМИ), а также работа в регионе (оценка работы депутатов на конкретной территории экспертами).
За время деятельности в Государственной думе выступил соавтором более 400 законодательных инициатив, из них более 250 инициатив в VII созыве; в частности, предложил снизить максимально допустимую долю расходов граждан на оплату услуг ЖКХ до 15 %, снизить НДФЛ для малообеспеченных граждан и декриминализировать превышение допустимой самообороны в случае защиты гражданами своего дома или квартиры.

## Критика
1 февраля 2023 года в Тверской районный суд города Москвы генеральным директором Центра развития коллекторства Дмитрием Жданухиным было подано исковое заявление о защите деловой репутации к депутату Ярославу Нилову. В этот момент на рассмотрении Государственной Думы находился законопроект о запрете коллекторской деятельности в России. Ярослав Нилов возглавлял группу авторов инициативы. В конце марта депутат сообщил в своих социальных сетях, что иск был подан с нарушениями, которые в отведённое время не были в соответствии с требованиями ГПК РФ устранены, в связи с чем Тверской районный суд вернул исковое заявление подателю.

## Санкции
23 февраля 2022 года внесён в санкционные списки стран Евросоюза за действия и политику, которые подрывают территориальную целостность, суверенитет и независимость Украины и еще больше дестабилизируют Украину.
24 февраля 2022 года включён в санкционный список Канады «близких соратников режима» за голосование о признании независимости «так называемых республик в Донецке и Луганске».
24 марта 2022 года, на фоне вторжения России на Украину, включен в санкционный список США за «соучастие в войне Путина» и «поддержку усилий Кремля по вторжению в Украину», Госдеп США заявил что депутаты Госдумы используют свои полномочия для преследования инакомыслящих и политических оппонентов, нарушают свободу информации, ограничивают права человека и основные свободы граждан России.
Позднее, по аналогичным основаниям, включён в санкционные списки Великобритании, Швейцарии, Австралии, Японии, Украины и Новой Зеландии.

## Семья
Женат. Воспитывает сына.

## Награды
- Благодарность Председателя Государственной Думы Федерального Собрания Российской Федерации (2006, 2015 годы)
- Почетная грамота Государственной Думы Федерального Собрания Российской Федерации (2007 год)
- Благодарность руководителя Аппарата Государственной Думы Федерального Собрания Российской Федерации (2010 год)
- Медаль ордена «За заслуги перед Отечеством» II степени (12 июня 2013 года) — за большой вклад в развитие российского парламентаризма и активную законотворческую деятельность[25]
- Почетный знак Государственной Думы Федерального Собрания Российской Федерации (2013 год) — за заслуги в развитии парламентаризма
- Почётная грамота Президента Российской Федерации (2014 год)
- Медаль «За возвращение Крыма» (2014 год)
- Благодарность Президента Российской Федерации (2015, 2016, 2017, 2020 годы) — за заслуги в законотворческой деятельности и многолетнюю плодотворную работу[26]
- Медаль Министерства обороны Российской Федерации «Участнику военной операции в Сирии» (2016 год)
- Благодарность Правительства Российской Федерации (2016 год)
- Орден Почёта (15 октября 2018 года)
- Почётная грамота Правительства Российской Федерации (2019 год)
- Орден «За заслуги перед ЛДПР I степени» (2022 год)
- Медаль Столыпина II степени — «За заслуги в решении стратегических задач социально-экономического развития страны» (2022 год)
- Знак отличия Администрации городского округа Люберцы Московской области «За активную гражданскую позицию» (2023 год)
- Медаль «За укрепление боевого содружества» (2023 год)
- Памятный знак «МПА СНГ. 30 лет» (16 ноября 2023 года, Межпарламентская ассамблея СНГ) — за заслуги в деле развития и укрепления парламентаризма, за вклад в развитие и совершенствование правовых основ функционирования Содружества Независимых Государств, укрепление международных связей и межпарламентского сотрудничества[27]
- Орден Дружбы (2025 год)[28]